# Nils Magnusson (Ivar Nilssons ätt)
Nils Magnusson (Ivar Nilssons ätt), född 1310 i Sundby församling, Södermanland, död 15 augusti 1368 i Sverige, var ett svenskt riksråd.

## Biografi
Nils Magnusson föddes 1310 i Sundby socken. Han var son till Magnus Nilsson (Ivar Nilssons ätt) och Ingrid Rödsdotter. Han var 1356 riksråd åt kung Erik. Nils Magnusson avled 1368 i Sverige.

### Familj
Nils Magnusson gifte sig första gången med Ingeborg Knutsdotter (Algotssönerna), dotter till Knut Folkesson (Algotssönerna) och Margareta Torgilsdotter. De fick tillsammans barnen riksrådet Folke Nilsson (Ivar Nilssons ätt) (död 1400).
Nils Magnusson gifte sig andra gången med Kristina Ivarsdatter Rova, dotter till baronen Ivar Ogmundsson Rova och Kristin Toresdatter Bjarköy. De fick tillsammans barnen lagmannen Ivar Nilsson (Ivar Nilssons ätt) (död 1417), Cecilia Nilsdotter (Ivar Nilssons ätt) (död 1415) som var gift med häradshövdingen Sten Haraldsson (Gren) i Österrekarne härad, Nils Nilsson (Ivar Nilssons ätt), Gustaf Nilsson (Ivar Nilssons ätt), Pål Nilsson (Ivar Nilssons ätt), Alfred Nilsson (Ivar Nilssons ätt), Anton Nilsson (Ivar Nilssons ätt), Tilda Nilsdotter (Ivar Nilssons ätt) och Sigrid Nilsdotter (Ivar Nilssons ätt).